# I Started Out as a Child
| Recensione | Giudizio |
| ---------- | -------- |
| Allmusic   | [ 1 ]    |

I Started Out as a Child è un album discografico dal vivo dell'attore comico statunitense Bill Cosby, pubblicato nel 1964 dalla Warner Bros. Records.

## Il disco
Si tratta del primo album di Cosby nel quale egli attinge dalla propria infanzia per il suo repertorio comico, anche se molte delle tracce contengono ancora osservazioni di stampo umoristico sulla quotidianità contemporanea.
Il titolo dell'album sono le prime parole pronunciate da Cosby all'inizio del disco.
Registrato dal vivo nel locale Mister Kelly's di Chicago, Illinois, l'album si aggiudicò il Grammy Award nel 1965 nella categoria Best Comedy Album. Nel 2009 è stato inserito nel National Recording Registry.

## Tracce
Lato 1
1. Sneakers – 1:56
2. Street Football – 1:22
3. The Water Bottle – 0:51
4. Christmas Time – 1:44
5. The Giant – 2:29
6. Oops! – 0:58
7. The Lone Ranger – 3:07
8. Ralph Jameson – 1:53

Lato 2
1. Medic – 3:45
2. My Pet Rhinoceros – 0:46
3. Half Man – 0:47
4. Rigor Mortis – 2:47
5. The Neanderthal Man – 3:16
6. T.V. Football – 1:13
7. Seattle – 3:48